# 1908년 하계 올림픽 덴마크 선수단
1908년 하계 올림픽 덴마크 선수단은 영국 런던에서 개최된 1908년 하계 올림픽에 참가한 올림픽 덴마크 선수단이다. 8개 종목과 27개 세부 종목에서 선수 78명이 참가하였다.

## 선수 집계
| 종목   | 남자 | 여자 | 합계 |
| ------ | ---- | ---- | ---- |
| 레슬링 | 11   |      | 11   |
| 복싱   | 2    |      | 2    |
| 사격   | 10   |      | 10   |
| 합계   | 78   | 0    | 78   |

## 메달 집계

### 종목별 메달 집계
| 종목   |   |   |   | 합계 |
| 레슬링 | 0 | 0 | 3 | 3    |
| 합계   | 0 | 2 | 3 | 5    |

### 메달리스트
| 메달 | 선수              | 종목   | 세부 종목                      | 날짜     |
| ---- | ----------------- | ------ | ------------------------------ | -------- |
|      | 안데르스 안데르손 | 레슬링 | 남자 그레코로만형 미들급       | 7월 25일 |
|      | 카를 옌센         | 레슬링 | 남자 그레코로만형 라이트헤비급 | 7월 25일 |

## 레슬링
| 선수               | 세부 종목                 | 32강전 (상대 /결과) | 16강전 (상대 /결과) | 8강전 (상대 /결과)   | 준결승 (상대 /결과) | 3-4위전 (상대 /결과) | 결승 (상대 /결과) | 순위                |           |                   |           |           |           |    |
| 쇠렌 마리누스 옌센 | 그레코로만형 슈퍼헤비급   |                     |                     |                      |                     | 부전승               | 부전승            | 베이즈 리차르드     | 패        | 파이르 후고       | 승        | 진출 실패 | 진출 실패 | 3  |
| 악셀 라르손        | 그레코로만형 미들급       | 헤릿 뒤엠           | 승                  | 아론 렐리            | 승                  | 프리티오프 모르텐손  | 패                | 진출 실패           | 진출 실패 | 진출 실패         | 진출 실패 | 진출 실패 | 진출 실패 | 5  |
| 안데르스 안데르손  | 그레코로만형 미들급       | 부전승              | 부전승              | 야코뷔스 로렌        | 승                  | 야프 벨머르          | 승                | 프리티오프 모르텐손 | 패        | 요하네스 요세프손 | 승        | 진출 실패 | 진출 실패 | 3  |
| 안데르스 묄레르    | 그레코로만형 라이트급     | 앤드류 위팅스톨     | 승                  | 조지 펄크너          | 승                  | 아르보 린덴          | 패                | 진출 실패           | 진출 실패 | 진출 실패         | 진출 실패 | 진출 실패 | 진출 실패 | 5  |
| 요하네스 에릭센    | 그레코로만형 미들급       | 부전승              | 부전승              | 에저 베이컨          | 승                  | 마우리츠 안데르손    | 패                | 진출 실패           | 진출 실패 | 진출 실패         | 진출 실패 | 진출 실패 | 진출 실패 | 5  |
| 요하네스 요세프손  | 그레코로만형 미들급       | 부전승              | 부전승              | 오로스 미클로스      | 승                  | 악셀 프란크          | 승                | 마우리츠 안데르손   | 패        | 안데르스 안데르손 | 패        | 진출 실패 | 진출 실패 | 4  |
| 카를 옌센          | 그레코로만형 라이트헤비급 | 부전승              | 부전승              | 레인데르트 판 오스텐 | 승                  | 아섯 밴브룩          | 승                | 위리외 사렐라       | 패        | 후고 파이르       | 승        | 진출 실패 | 진출 실패 | 3  |
| 카를 옌센          | 그레코로만형 슈퍼헤비급   |                     |                     |                      |                     | 베이즈 리차르드      | 패                | 진출 실패           | 진출 실패 | 진출 실패         | 진출 실패 | 진출 실패 | 진출 실패 | 5  |
| 카를 카를센        | 그레코로만형 라이트급     | 페르낭 스텡         | 승                  | 아르보 린덴          | 패                  | 진출 실패            | 진출 실패         | 진출 실패           | 진출 실패 | 진출 실패         | 진출 실패 | 진출 실패 | 진출 실패 | 9  |
| 크리스티안 카를센  | 그레코로만형 라이트급     | 아서 호킨스         | 승                  | 라드바니 외된        | 패                  | 진출 실패            | 진출 실패         | 진출 실패           | 진출 실패 | 진출 실패         | 진출 실패 | 진출 실패 | 진출 실패 | 9  |
| 하랄 크리스티안센  | 그레코로만형 라이트헤비급 | 프리츠 라르손       | 패                  | 진출 실패            | 진출 실패           | 진출 실패            | 진출 실패         | 진출 실패           | 진출 실패 | 진출 실패         | 진출 실패 | 진출 실패 | 진출 실패 | 17 |
| 헨리 니엘센        | 그레코로만형 라이트헤비급 | 위리외 사렐라       | 패                  | 진출 실패            | 진출 실패           | 진출 실패            | 진출 실패         | 진출 실패           | 진출 실패 | 진출 실패         | 진출 실패 | 진출 실패 | 진출 실패 | 17 |

## 복싱
| 선수            | 종목     | 16강      | 16강   | 8강       | 8강       | 준결승    | 준결승    | 결승      | 결승      | 최종 순위 |
| 선수            | 종목     | 상대 선수 | 결과   | 상대 선수 | 결과      | 상대 선수 | 결과      | 상대 선수 | 결과      | 최종 순위 |
| --------------- | -------- | --------- | ------ | --------- | --------- | --------- | --------- | --------- | --------- | --------- |
| 발데마르 홀베르 | 라이트급 | 맷 웰     | 1:2 패 | 진출 실패 | 진출 실패 | 진출 실패 | 진출 실패 | 진출 실패 | 진출 실패 | 7         |
| 헤밍 한센       | 라이트급 | 해리 존슨 | 0:2 패 | 진출 실패 | 진출 실패 | 진출 실패 | 진출 실패 | 진출 실패 | 진출 실패 | 7         |

## 사격
| 선수                                                                                               | 세부 종목             | 점수 | 순위 |
| 니엘스 안데르센 라르스 예르겐 마드센 올레 올센 크리스티안 크리스텐센 크리스티안 페데르센 한스 슐츠 | 300m 자유 소총 단체전 | 4543 | 4    |
| 니엘스 라우르센 니엘스 안데르센 로렌츠 옌센 올레 올센 율리우스 힐레만 옌센 크리스티안 크리스텐센   | 군사 소총 단체전      | 1909 | 8    |

## 참고 자료
- (영어) “Denmark at the 1908 London Summer Games”. sports-reference.com. 2012년 1월 31일에 원본 문서에서 보존된 문서. 2011년 6월 14일에 확인함.
- Cook, Theodore Andrea (1908). 《The Fourth Olympiad, Being the Official Report》. London: British Olympic Association.
- De Wael, Herman (2001). “Top London 1908 Olympians”. 《Herman's Full Olympians》. 2006년 7월 12일에 원본 문서에서 보존된 문서. 2006년 6월 10일에 확인함.
- Reyes, Macario (2001). “IV. Olympiad London 1908 Football Tournament”. Rec.Sport.Soccer Statistics Foundation. 2006년 5월 2일에 확인함.